# حزوة
حزوة إحدى مدن الجمهورية التونسية ومركز معتمدية حزوة، تقع في ولاية توزر قرب الشريط الحدودي مع الجزائر على بعد 55 كلم إلى الغرب من مدينة توزر عاصمة الولاية. تقع في جوارها قرى صغيرة مثل بير أشلين، بير الخيم، بير الحمري، بير مويلش، بير العوابد، وبير الكوش وبير ثابت أبيار. بلغ عدد سكانها سنة 2014 حوالي 4700 نسمة، مع مساحة واسعة تتألف من الجزء الغربي من شط الغرسة والأراضي القاحلة إلى الغرب من شط الجريد. الثروة الحيوانية وموقعها الحدود هي أساس اقتصادها. وتمر الطريق الوطنية رقم 3 عبر القرية.